# Кафаро, Паскуале
Паскуа́ле Кафа́ро (итал. Pasquale Cafaro), по прозванию Каффарье́лло (итал. Caffariello; 8 февраля 1715 года, Галатина, королевство Неаполя — 25 октября 1787 года, Неаполь, королевство Неаполя) — итальянский композитор и музыкальный педагог.

## Биография
Паскуале Кафаро родился 8 февраля 1715 года в Сан-Пьетро-ин-Галантина, в королевстве Неаполя. По воле родителей для изучения юриспруденции был отправлен в Неаполь, где познакомился с маркизом Одьерна, который, заметив его музыкальное дарование, помог ему получить музыкальное образование. 23 декабря 1735 года будущий композитор поступил в консерваторию Пьета дей Туркини, где обучался у Николы Фаго, Леонардо Лео и Лоренцо Фаго. Вскоре, продолжая обучение, уже преподавал гармонию и контрапункт. В 1744 году завершил музыкальное образование и продолжил педагогическую деятельность в альма-матер.
В 1745 дебютировал, как композитор ораторией «Раскаяние блудного сына» (итал. Il figliuolprodigo ravveduto). 26 декабря 1751 года на сцене театра Сан-Карло в Неаполе состоялась премьера его первой оперы «Гиперменстра» (итал. Ipermestra) по либретто Пьетро Метастазио. 11 июля 1759 был назначен секондо маэстро в капелле при консерватории Пьета дей Туркини, сменив на этом месте Джироламо Абоса, и занимал эту должность до 1781 года. С 1785 года служил экстраординарным секондо маэстро в той же капелле.
25 августа 1768 года король Фердинандо IV назначил его внештатным маэстро в королевской капелле. Одновременно с этим, Паскуале Кафаро был удостоен звания учителя пения и игры на клавесине королевы Марии Каролины. 21 декабря 1771 года, после смерти Джузеппе де Майо, он получил место капельмейстера в королевской капелле Неаполя. С этого времени композитор больше не писал сценических произведений, полностью посвятив себя сочинению церковной и камерной музыки. Несмотря на это, он был назначен консультантом государственных королевских театров, сменив на этом месте Иоганна Кристиана Баха, и возглавил королевский театр Сан-Карло.
Статус придворного композитора вынуждал его постоянно находиться при королевских резиденциях в Портичи, Казерте, Персано и прочих. Это отвлекало от педагогической деятельности в консерватории, где с 1785 года Паскуале Кафаро фактически сменил его ученик Джакомо Тритто. Кроме Джакомо Тритто, учениками композитора были Франческо Бьянки, Анджело Тарки и Оноре Франсуа Лангле.
Паскуале Кафаро умер в Неаполе 23 октября (по другой версии 25 октября) 1787 года. Он был похоронен в церкви Монтесано, в капелле Святой Цецилии, рядом с композитором с Алессандро Скарлатти.

## Творческое наследие
Творческое наследие композитора включает 7 опер-сериа, 6 ораторий, 10 кантат и многочисленные сочинения церковной и камерной музыки.